# Nieuwerkerk aan den IJssel
Nieuwerkerk aan den IJssel este o comună și o localitate în provincia Olanda de Sud, Țările de Jos.

## Localități componente
Nieuwerkerk aan den IJssel, Groot Hitland, Klein Hitland, Kortenoord.